# Система сдержек и противовесов
Систе́ма сде́ржек и противове́сов (англ. checks and balances) — составной элемент принципа разделения властей. Она означает, что в целях обеспечения и защиты интересов граждан все три ветви (законодательная, судебная и исполнительная) власти зависят друг от друга, и при этом контролируют деятельность друг друга. Принцип разработан Монтескьё в трактате «О духе законов», и под его влиянием был закреплен в конституции США, и затем — в конституциях других стран.

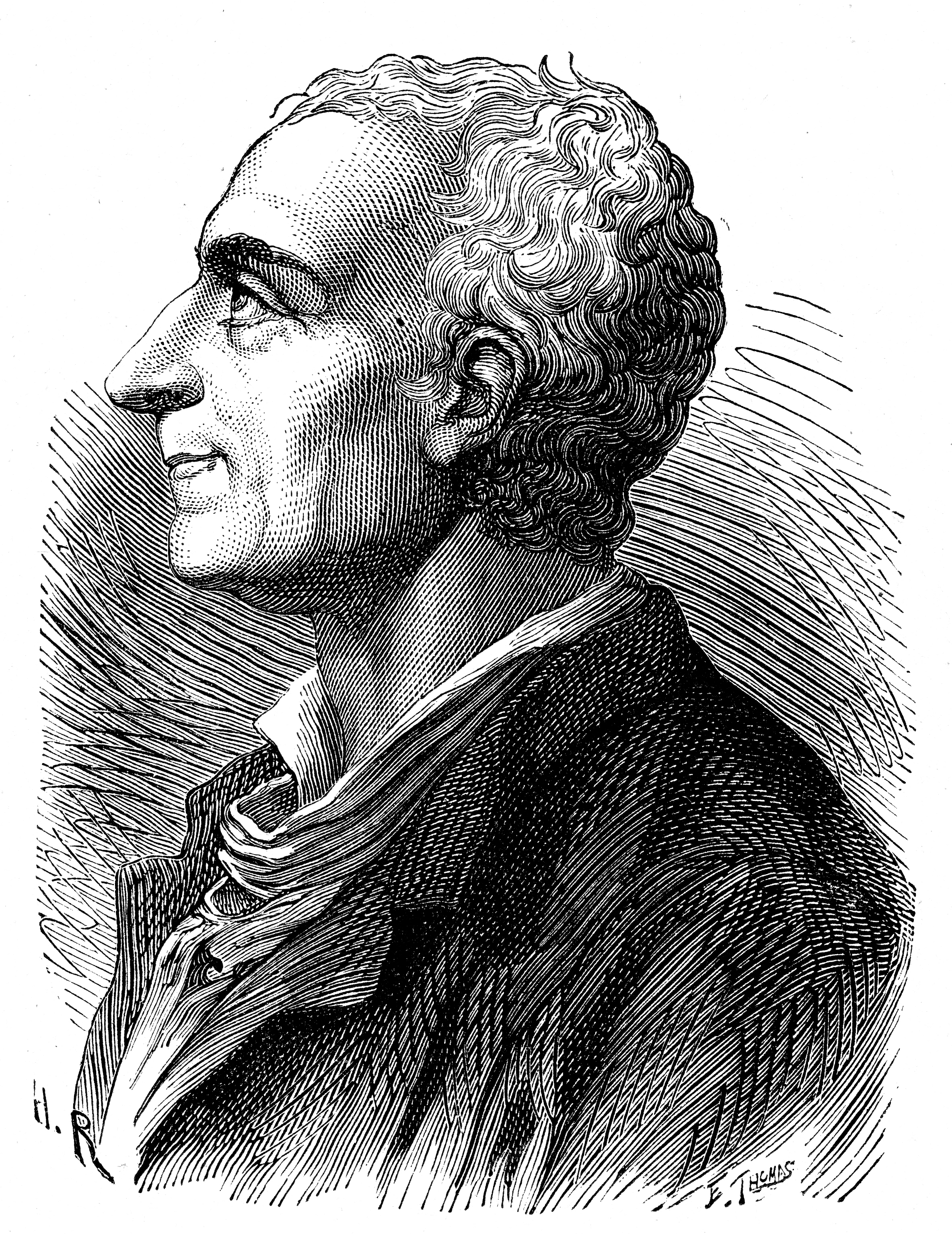
Монтескьё

Система сдержек и противовесов является третьим составным элементом принципа разделения властей:
- Первый — способы формирования высших органов государственной власти.
- Второй — установление в конституциях полномочий каждой ветви государственной власти.
- Третий — система сдержек и противовесов: форма и результат взаимодействия ветвей власти.

### Россия
Система «сдержек и противовесов» провозглашена Конституцией Российской Федерации, и предполагает такой механизм взаимодействия ветвей государственной власти, при котором ни одной из них не удается иметь ни формальное, ни фактическое верховенство, что в итоге должно обеспечивать устойчивость государственной системы.

### США
Конституция США обеспечивает систему сдержек и противовесов, наделяя каждую из этих трех ветвей определёнными полномочиями таким образом, чтобы ни одна из них не могла получить чрезмерную бесконтрольную власть.
Сдержки и противовесы практикуются правительством США следующими способами:
- Во-первых, законодательная власть является частью правительства, которая принимает законы, но исполнительная власть дает право вето президенту, позволяя ему контролировать законодательную власть.
- Кроме того, судебная власть, часть правительства, которая интерпретирует законы, введенные в действие законодательной властью, может признать определённые законы неконституционными, что сделает их недействительными.
- Более того, хотя у президента есть право на отлагательное вето, законодательная власть может отменить вето президента квалифицированным большинством в две трети голосов обеих палат Конгресса. Это гарантирует, что президент не сможет использовать свою власть в личных целях.
- Исполнительная власть также может издавать распоряжения, эффективно провозглашающие, как должны применяться определённые законы, но судебная власть может считать эти распоряжения неконституционными.